# Уткино (Шарьинский район)
Уткино — деревня в составе Шангского сельского поселения Шарьинского района Костромской области России.

## География
Расположена на берегу реки Большая Шанга на автодороге Урень — Шарья — Никольск — Котлас Р157, в месте отхождения от неё дороги на деревню Шпердиха.

## История
Согласно Спискам населенных мест Российской империи в 1872 году деревня относилась к 3 стану Ветлужского уезда Костромской губернии. В ней числился 9 дворов, проживало 43 мужчины и 54 женщины.
Согласно переписи населения 1897 года в деревне проживало 107 человек (39 мужчин и 68 женщин).
Согласно Списку населенных мест Костромской губернии в 1907 году деревня относилась к Николо-Шангской волости Ветлужского уезда Костромской губернии. По сведениям волостного правления за 1907 год в деревне числилось 23 крестьянских двора и 139 жителей. В деревне имелись две кузницы и две ветряные мельницы. Основным занятием жителей деревни был лесной промысел.

## Население
| 2008 | 2010 | 2014 |
| ---- | ---- | ---- |
| 0    | ↗5   | ↗7   |